# Konwój PQ-3
Konwój PQ-3 – czwarty konwój arktyczny podczas II wojny światowej wysłany przez aliantów ze sprzętem wojennym i surowcami do ZSRR, niezbędnymi do prowadzenia dalszej walki przeciwko III Rzeszy. Konwój został wysłany 9 listopada 1941 z Hvalfjörður na Islandii i dotarł do Archangielska 22 listopada 1941 roku.

## Okręty
Konwój składał się z ośmiu statków transportowych (sześciu brytyjskich i dwóch pod banderą Panamy) eskortowanych przez krążownik HMS "Kenya", niszczyciel HMS "Intrepid", trałowce i uzbrojone trawlery. Jeden ze statków transportowych, MV "Briarwood", musiał zawrócić na Islandię z powodu uszkodzeń, pozostałe jednostki dotarły do celu bez strat.